# PrestaShop
PrestaShop je open sourcové řešení pro internetový obchod. PrestaShop je zcela zdarma. Podporuje různé možnosti plateb jako platební karty, šeky, dobírku, PayPal, GoPay, Google Checkout a další, které již mohou být zpoplatněny.
PrestaShop je vydáván pod otevřenou licencí. Oficiálně byl uveden v srpnu 2007. Systém je postaven na PHP Smarty funkcích. Celosvětově PrestaShop aktivně používá více než 242380 obchodníků, v ČR 5143 obchodů (duben 2019). PrestaShop vyhrál v roce 2010 a 2011 ocenění Nejlepší open-source e-shopová aplikace (Best Open-source Business Application), a vítěz ceny People's Choice CMS Award 2014 za nejlepší řešení eCommerce pro podniky. Skupina vývojářů byla založena 2007 v Paříži, druhou kancelář má v Miami od roku 2011. PrestaShop je přeložen do 65+ světových jazyků. Technická podpora je poskytována v oficiálním fóru tohoto systému, kde si pomáhá skupina více než 1 milión aktivních členů.
Prestashop má mnoho partnerů a integrací, mimo jiné s: Revolut, TikTok, Klarna, Firmao CRM, PayPal.
Systém využívá rozsáhlé možnosti AJAX pro snadnou úpravu v administraci, slouží např. k snadnému přidání různých modulů (rozšíření) do obchodu pro přidání různých funkcionalit, z nichž mnoho je poskytováno různými vývojáři bezplatně. Různé témata a moduly lze získat na oficiálním tržišti PrestaShop Addons. Dobrovolníci přidávají různé addony pro navýšení již 275 dostupných funkcí ve standardním balíčku.